# Ute Willing
Ute Dagmar Willing (* 8. Oktober 1958 in München) ist eine deutsche Schauspielerin und Regisseurin.

## Leben
Ute Willing ist die Tochter einer Münchner Tabakwaren- und Zeitungshändlerin. Als Hobby-Fotomodell stand sie bereits mit 15 Jahren vor der Kamera, unter anderem für eine Foto-Lovestory in der Bravo. Nach ihrer Schulzeit nahm sie Schauspielunterricht.
Ihr Filmdebüt gab sie 1975 in Alfred Vohrers Verbrechen nach Schulschluß. Sie gastierte an mehreren Bühnen und unternahm Tourneen. Meistens spielte sie in Komödien wie Mein Freund Harvey und dabei wiederholt an der Seite von populären Akteuren wie Harald Juhnke, Georg Thomalla und Paul Hubschmid. Willing wirkt oft in Fernsehserien mit.
Als Regisseurin arbeitet sie für das Ernst Deutsch Theater Hamburg, das Theater an der Kö in Düsseldorf, die Komödie im Bayerischen Hof München, die Komödie Winterhuder Fährhaus Hamburg, die Komödienfestspiele Kärnten und für das Theater am Dom in Köln. 
Mit der Inszenierung von „Willkommen bei den Hartmanns“ gab Willing 2021 ihren Einstand an der Komödie im Marquardt in Stuttgart. In der Spielzeit 2023/2024 führte sie hier Regie bei „Der Kredit“.
Als Gastdozentin arbeitete sie an der Filmakademie Baden-Württemberg.

## Bühnen und Stücke
- Theater am Kurfürstendamm, Berlin
  - 2017: Und Gott sprach: Wir müssen reden![2]
- Kleine Komödie am Max II, München
- Theater am Dom, Köln
- Komödie Winterhuder Fährhaus, Hamburg
- Theater an der Kö, Düsseldorf

## Filmografie (Auswahl)
- 1973: Freizeitheim
- 1975: Der Kommissar – Noch zehn Minuten zu leben (Filmreihe)
- 1975: Verbrechen nach Schulschluß
- 1978: Die Straße
- 1978–1988: Polizeiinspektion 1 (Fernsehserie, 7 Folgen)
- 1978–1993: Derrick (Filmreihe, 9 Folgen)
- 1979: Was wären wir ohne uns (Vierteiler)
- 1979: Am laufenden Band
- 1979–2003: Der Alte (Filmreihe, 9 Folgen)
- 1980: Der Bürgermeister (Fernsehserie, 13 Folgen)
- 1980: Der Ringer (The American Success Company)
- 1981–1985: Sesamstraße (Fernsehserie)
- 1983: Die Rückkehr der Träume
- 1985: Durchreise – Die Geschichte einer Firma (Aufzeichnung aus dem Theater am Kurfürstendamm)
- 1985: Unsere schönsten Jahre (Fernsehserie)
- 1986–1987: Detektivbüro Roth (Fernsehserie, 29 Folgen)
- 1992: Happy Holiday – Freundinnen (Fernsehserie)
- 1993: Tisch und Bett (Fernsehserie, 13 Folgen)
- 1993: Glückliche Reise – Venedig (Fernsehreihe)
- 1993–2005: Ein Fall für zwei (Fernsehserie, 3 Folgen)
- 1994: Das gläserne Haus
- 1995: Tee mit dem Professor
- 1996: Guten Morgen, Mallorca (Fernsehserie)
- 1998: Solo für Klarinette (Kinofilm)
- 1998: Tod auf Amrum
- 1998: Gomez – Kopf oder Zahl (Kinofilm)
- 1999: Die Todesgrippe von Köln
- 1999: Gefährliche Hochzeit
- 2000: Mein Leben gehört mir
- 2000: Ein starkes Team: Bankraub (Fernsehfilm)
- 2000: Tatort – Mördergrube (Filmreihe)
- 2001–2003: Bei aller Liebe (Fernsehserie, 6 Folgen)
- 2001: Paulas Schuld
- 2001: Sommer und Bolten: Gute Ärzte, keine Engel (Fernsehserie)
- 2002: Der Bulle von Tölz: Tod nach der Disco
- 2003: Ehespiele
- 2003–2006: Die Cleveren (Fernsehserie, 3 Folgen)
- 2004: So fühlt sich Liebe an
- 2004: Tatort – Eine Leiche zu viel
- 2006: Tatort – Schattenspiele
- 2006: Pfarrer Braun – Der unsichtbare Beweis (Filmreihe)
- 2010: Tatort – Vergessene Erinnerung
- 2011: Tod am Engelstein
- 2012: Der Kriminalist – Magdalena (Filmreihe)
- 2013: Verbrechen nach Ferdinand von Schirach – Der Igel (Fernsehserie)
- 2014: Kommissarin Heller – Tod am Weiher
- 2015: SOKO Wismar – Frau Schmidt muss weg (Fernsehserie)
- 2016: Sanft schläft der Tod
- 2016: Die Glasbläserin
- 2017: Schuld nach Ferdinand von Schirach (Fernsehserie)
- 2017: Wilsberg – MünsterLeaks (Filmreihe)
- 2017, 2022: Ein Fall für die Erdmännchen (Fernsehserie, 2 Folgen)
- 2018: Bier Royal (Fernsehfilm)
- 2022: Bis zum letzten Tropfen (Fernsehfilm)

## Hörspiele (Auswahl)
- 1981: Monika Helfer-Friedrich: Das Bild der Anderen (Person) – Regie: Gottfried von Einem (BR)
- 1988: Heinz-Dieter Herbig: Robinson und Julia oder Die Kunst, sich vollständig unglücklich zu machen (Julia) – Regie: Götz Naleppa (NDR)
- 1991: Michael Koser: Westfront (Der letzte Detektiv: Folge 22) (Ophelia) – Regie: Werner Klein (Kriminalhörspiel – BR)
- 1993: Tom Blaffert: Cosa nostra – Wer ist der Täter? (Lutetica) – Regie: Erwin Weigel (BR)
- 1993: Bob Sinfield: Taste – Alles Geschmackssache (Lucrezia) – Regie: Marina Dietz (BR)
- 1997: Barbara Robinson: Hilfe, die Herdmanns kommen (Mutter) – Regie: Klaus-Michael Klingsporn (DLR)
- 2000: Sara Paretsky: Herz Schmerz & Co. GmbH (Roxanne) – Regie: Marina Dietz (BR)